# Артлух
Артлух — село в Казбековском районе Дагестана. Является административным Сельсовета «Артлухский».

## География
Село расположено к юго-востоку от районного центра Дылым.
Ближайшие населённые пункты: на северо-востоке — сёла Ахсу и Иманалиросо, на северо-западе — сёла Буртунай и Алмак, на юго-западе — сёла Данух и Аргвани, на юго-востоке — Чирката и Ашильта.

## Население
| 1869 | 1888 | 1895 | 1926 | 1939 | 1970 | 1989 |
| ---- | ---- | ---- | ---- | ---- | ---- | ---- |
| 276  | ↗322 | ↗367 | ↘271 | ↗372 | ↘254 | ↗326 |
| 2002 | 2010 | 2021 |      |      |      |      |
| ↘240 | ↗365 | ↗766 |      |      |      |      |